# Urogelides daviesae
Urogelides daviesae là một loài nhện trong họ Salticidae. Chúng thuộc chi đơn loài Urogelides, được Żabka miêu tả năm 2009.